# Seszele na Letnich Igrzyskach Olimpijskich Młodzieży 2010
Seszele na Letnich Igrzyskach Olimpijskich Młodzieży 2010 w Singapurze reprezentowało 4 sportowców w 4 dyscyplinach.

## Skład kadry

### Badminton
- Kervin Ghislain - 4 miejsce w fazie grupowej

### Boks
- Stan Nicette - kategoria 54 kg - 6 miejsce

### Lekkoatletyka
- Marie-Michell Athanase - bieg na 200 m - 14 miejsce w finale

### Pływanie
- Shannon Austin
  - 200 m st. dowolnym - 33 miejsce w kwalifikacjach
  - 400 m st. dowolnym - 23 miejsce w kwalifikacjach